# Reiner Haseloff
Reiner Haseloff (nacido el 19 de febrero de 1954 en Bülzig, Alemania) es un político alemán de la CDU. Desde 2011 se desempeña como ministro-presidente del estado federado de Sajonia-Anhalt.

## Biografía

### Formación académica y carrera profesional
Haseloff completó sus estudios secundarios en 1972. Posteriormente, entre 1973 y 1978, estudió Física en la Universidad Técnica de Dresde y en la Universidad Humboldt de Berlín. Tras finalizar sus estudios, trabajó como investigador en el Instituto de Protección Ambiental en Wittenberg desde 1978 hasta 1990. En 1991, obtuvo el título de Doctor en Ciencias Naturales por la Universidad Humboldt de Berlín. Entre 1992 y 2002, se desempeñó como director de la Oficina de Empleo en Wittenberg.

### Trayectoria política
Haseloff se unió a la CDU en 1976. Tras la reunificación alemana en 1990, fue miembro del consejo del distrito de Wittenberg hasta 2002 y ocupó el cargo de viceadministrador del distrito entre 1990 y 1992. Desde 1990, forma parte del comité ejecutivo regional de la CDU en Sajonia-Anhalt, y fue vicepresidente regional del partido entre 2004 y 2012.
En las elecciones estatales de 2011, Reiner Haseloff se presentó como candidato a Ministro-Presidente en sustitución de Wolfgang Böhmer, quien se retiraba tras siete años en el cargo. En dichos comicios, Haseloff logró que la Unión Demócrata Cristiana mantuviera su posición como la fuerza más votada, un liderazgo que ostentaba desde 1998. Al no alcanzar la mayoría absoluta y ante la escasez de posibles socios de coalición, se optó por renovar la "gran coalición" entre la CDU y el Partido Socialdemócrata de Alemania. Haseloff fue finalmente investido Ministro-Presidente el 19 de abril de 2011.
Tras las elecciones estatales de 2016, marcadas por la entrada de la Alternativa para Alemania, que obtuvo 25 escaños y se convirtió en la segunda fuerza parlamentaria, la gran coalición perdió su mayoría. Debido al cordón sanitario impuesto a la AfD y a la negativa a pactar con La Izquierda, la única opción viable para formar gobierno fue incorporar a Los Verdes. Estos aceptaron participar en el Ejecutivo con el objetivo de evitar lo que consideraban extremismos. Haseloff fue reelegido Ministro-Presidente el 25 de abril de 2016.
En las elecciones de 2021, las encuestas preveían una ajustada competencia entre la CDU y la AfD, lo que auguraba dificultades para formar una mayoría estable. Sin embargo, los democristianos sorprendieron al obtener un contundente 37,1 % de los votos, lo que les permitió formar gobierno con solo un socio adicional. Las opciones consideradas eran una coalición con el SPD, que garantizaría la mayoría absoluta, o una coalición tripartita con Los Verdes y el Partido Democrático Libre. Finalmente, se formó una coalición entre la CDU, el SPD y el FDP, que incluía a un socio no imprescindible para alcanzar la mayoría. Reiner Haseloff fue reelegido Ministro-Presidente por tercera vez el 16 de septiembre de 2021.

## Vida personal
Reiner Haseloff está casado con Gabriele Haseloff, con quien tiene dos hijos. Es de confesión católica. Su esposa, anteriormente dentista, ha estado más involucrada en sus actividades oficiales desde que dejó su práctica en 2015. Haseloff atribuye su energía y resistencia a una rutina matutina que incluye un desayuno saludable y la lectura diaria de un versículo bíblico por parte de su esposa.
En febrero de 2024, celebró su 70º cumpleaños con una ceremonia en la que participaron figuras destacadas como la ex canciller Angela Merkel, quien le felicitó mediante videoconferencia, y el actor Dieter Hallervorden. Durante la celebración, se le obsequió con una tarta decorada con su retrato.

## Honores
- 2003: Orden del Santo Sepulcro de Jerusalén